# Krzysztof Oliwa
Krzysztof Oliwa, pierwotnie Krzysztof Grabowski (ur. 12 kwietnia 1973 w Tychach) – polski hokeista, reprezentant kraju, menedżer i trener hokejowy.

## Kariera sportowa
Drugi Polak w lidze NHL, w której w ciągu dziewięciu sezonów reprezentował barwy sześciu klubów: New Jersey Devils, Columbus Blue Jackets, Pittsburgh Penguins, New York Rangers, Boston Bruins i Calgary Flames oraz pierwszy Polak, który zdobył Puchar Stanleya (w sezonie 1999/2000 w barwach New Jersey Devils).
Grając w NHL pełnił rolę tzw. „enforcera”, zawodnika wszczynającego bójki w czasie meczów z graczami drużyn przeciwnych, pełniącego rolę quasi ochroniarza dla partnerów z drużyny. Po zakończeniu kariery zawodniczej przyznał, że w ciągu 15 lat gry stoczył ponad 400 bójek.
W trakcie kariery określany pseudonimami The Polish Hammer (Polski Młot), Dentysta.

## Kariera klubowa
- GKS Katowice U-20 (1990–1991)
- GKS Tychy (1991–1992)
- Welland Cougars (1992–1993)
- Albany River Rats (1993–1995)
  -  Raleigh IceCaps (1994)
  -  Saint John Flames (1995)
  -  Detroit Vipers (1995)
- Raleigh IceCaps (1995)
- Albany River Rats (1995–1996)
- Raleigh IceCaps (1996)
- New Jersey Devils (1996–2000)
  -  Albany River Rats (1996–1997)
- Columbus Blue Jackets (2000–2001)
- Pittsburgh Penguins (2001–2002)
- New York Rangers (2002–2003)
- Boston Bruins (2003)
  -  Hartford Wolf Pack (2003)
- Calgary Flames (2003–2004)
- New Jersey Devils (2004)
- Podhale Nowy Targ (2004–2005)
- New Jersey Devils (2005–2006)

### GKS Katowice
Krzysztof Oliwa karierę rozpoczął w 1990 roku w zespole juniorskim GKS Katowice. W jego barwach w rozgrywkach Centralnej Ligi Juniorów w sezonie 1990/1991 rozegrał 5 spotkań. Uzyskał w nich 8 punktów za 4 bramki i 4 asysty. Na ławce kar spędził 10 minut.

### GKS Tychy
Zawodową karierę Krzysztof Oliwa rozpoczął w sezonie 1991/1992 w barwach klubu ekstraligi polskiej – GKS Tychy. Rozegrał w nim 10 meczów notując 10 punktów za 3 bramki i 7 asyst. Na ławce kar przesiedział 6 minut.

### Występy za oceanem
Krzysztof Oliwa wyjechał do Kanady, gdzie występował w klubie Welland Cougars w lidze GHL. W sezonie 1992/1993 rozegrał 30 meczów i zdobył 34 punkty (13 bramek, 21 asyst) oraz spędził 127 minut na ławce kar. Następnie w latach 1993–1995 Oliwa był zawodnikiem klubu Albany River Rats w lidze AHL. W pierwszym sezonie rozegrał 53 spotkania i zdobył 8 punktów za 3 bramki i 5 asyst oraz spędził 228 minut na ławce kar. W sezonie 1994/1995 wraz z zespołem został mistrzem fazy zasadniczej (109 punktów), zdobywając Macgregor Kilpatrick Trophy. Następnie zdobył Puchar Caldera po zwycięstwie 4:0 w finale rywalizacji z Fredericton Canadiens, mimo iż w fazie play-off nie rozegrał żadnego meczu. W międzyczasie występował w ramach wypożyczenia kolejno w ligach ECHL, AHL i IHL, gdzie grał dla takich klubów jak: Raleigh IceCaps (1994 – 15 meczów, 2 punkty (2 asysty), 65 minut na ławce kar w fazie zasadniczej oraz 9 meczów, 35 minut na ławce kar w fazie play-off), Saint John Flames (1995 – 14 meczów, 5 punktów (1 bramka, 4 asysty), 79 minut na ławce kar w fazie zasadniczej) oraz w Detroit Vipers (1995 – 4 spotkania, 1 punkt (1 asysta), 24 minuty na ławce kar w fazie zasadniczej). Następnie Oliwa przez krótki czas występował w klubie Raleigh IceCaps z ligi ECHL. W sezonie 1994/1995 rozegrał 5 spotkań, w których zdobył 2 punkty za 2 asysty oraz otrzymał 32 minuty kar. Ponownie wrócił do Albany River Rats, w którym w sezonie 1995/1996 rozegrał 51 meczów i uzyskał 16 punktów strzelając 5 bramek i notując 11 asyst. Spędził również 217 minut na ławce kar. Z tym klubem (115 punktów) został mistrzem fazy zasadniczej, zdobywając drugi raz w karierze Macgregor Kilpatrick Trophy. Po tym sukcesie został zawodnikiem klubu Raleigh IceCaps w lidze ECHL, gdzie w sezonie 1995/1996 rozegrał 9 meczów. Zdobył w nich 1 punkt za strzeloną bramkę oraz zanotował 53 minuty na ławce kar.

### New Jersey Devils i debiut w NHL
Dobre występy w północnoamerykańskich niższych ligach spowodowały, że w 1993 roku Krzysztof Oliwa został zauważony przez działaczy klubu ligi NHL – New Jersey Devils, którzy w dniu 26 czerwca 1993 roku w Colisée de Québec w Québecu wybrali go w 3. rundzie draftu NHL jako 65. w kolejności.
W 1996 roku Oliwa został zawodnikiem „Diabłów”, jednak potem został wypożyczony do klubu ligi AHL – Albany River Rats, w barwach którego w sezonie 1996/1997 rozegrał 60 meczów i zdobył 27 punktów (13 bramek, 14 asyst) oraz spędził 322 minuty na ławce kar w fazie zasadniczej oraz rozegrał 15 meczów, zdobył 8 punktów (7 bramek, 1 asysta) oraz spędził 49 minut na ławce kar w fazie play-off.
Debiut w lidze NHL w barwach New Jersey Devils Oliwa zaliczył jeszcze w sezonie 1996/1997, dnia 9 marca 1997 roku w meczu domowym z Buffalo Sabres, który zakończył się zwycięstwem „Diabłów” 4:1, a Oliwa spędził w tym meczu 5 minut na ławce kar po bójce z Bobem Boughnerem.
W następnych sezonach: 1997/1998, 1998/1999 i 1999/2000 Oliwa był podstawowym zawodnikiem drużyny New Jersey Devils. Pierwszy punkt w lidze NHL zdobył dnia 30 października 1997 roku, zaliczając asystę podczas wygranego 1:8 wyjazdowego meczu z Vancouver Canucks. Natomiast pierwszą bramkę w lidze NHL zdobył dnia 7 marca 1998 roku podczas wygranego 3:6 wyjazdowego meczu z New York Rangers, w którym Oliwa w 50. minucie trafił na 4:3 do bramki bronionej przez Mike’a Richtera z asysty Siergieja Brylina, a w sezonie 1997/1998 był najczęściej bijącym się zawodnikiem.
W sezonie 1999/2000 drużyna Oliwy, New Jersey Devils zdobyła Puchar Stanleya po zwycięstwie rywalizacji w finale z Dallas Stars 4:2, a Oliwa, mimo że w fazie play-off nie rozegrał żadnego meczu z powodu kontuzji, został pierwszym Polakiem, który zdobył to trofeum. Po sezonie odszedł z klubu.
Łącznie Oliwa dla New Jersey Devils rozegrał 207 meczów i zdobył 33 punkty (13 bramek, 20 asyst) oraz spędził 724 minuty na ławce kar w fazie zasadniczej, a także rozegrał 7 meczów, nie zdobywając punktów oraz spędził 25 minut na ławce kar w fazie play-off w lidze NHL.

### Columbus Blue Jackets i Pittsburgh Penguins
12 czerwca 2000 roku, Krzysztof Oliwa został zawodnikiem Columbus Blue Jackets. Jednak z powodu kontuzji ręki odniesionej 28 października 2000 roku podczas przegranego 1:4 meczu domowego z Detroit Red Wings oraz konfliktu z kapitanem Columbus Blue Jackets, Lyle’em Odeleinem po rozegraniu zaledwie 10 meczów i zdobyciu 2 punktów (2 asysty) oraz spędzeniu 34 minut na ławce kar w trakcie sezonu (2000/2001), 14 stycznia 2001 roku przeniósł się do Pittsburgh Penguins, w którym zadebiutował dnia 30 stycznia 2001 roku podczas meczu domowego z Atlanta Thrashers, który zakończył się zwycięstwem „Pingwinów” 6:3.
W fazie zasadniczej sezonu 2000/2001 Oliwa rozegrał wszystkie 26 meczów i zdobył 3 punkty (1 bramka, 2 asysty) oraz spędził 131 minut na ławce kar, a Pittsburgh Penguins zajął 6. miejsce w Konferencji Wschodniej i awansował do fazy play-off, gdzie dotarli do finału Konferencji Wschodniej, w którym przegrali rywalizację 4:1 z New Jersey Devils, a Oliwa w tej fazie rozegrał 5 meczów, nie zdobywając punktów oraz spędził 16 minut na ławce kar w fazie play-off w lidze NHL.
Natomiast sezon 2001/2002, w którym Oliwa rozegrał 57 meczów, zdobył 2 punkty (2 asysty) oraz spędził 150 minut na ławce kar, okazał się dla Pittsburgh Penguins słaby (28 zwycięstw, 8 remisów, 46 porażek), w którym zajęli 12. miejsce w Konferencji Wschodniej i nie awansował do fazy play-off. Po sezonie Oliwa odszedł z klubu.
Łącznie Oliwa dla Pittsburgh Penguins rozegrał 83 mecze i zdobył 5 punktów (1 bramka, 4 asysty) oraz spędził 283 minuty na ławce kar w fazie zasadniczej, a także rozegrał 5 meczów, nie zdobywając punktów oraz spędził 16 minut na ławce kar w fazie play-off w lidze NHL.

### Sezon 2002/2003
Dnia 23 czerwca 2002 roku, Krzysztof Oliwa przeniósł się do New York Rangers, w którym debiut zaliczył dnia 9 października 2002 roku w inauguracyjnym meczu domowym drużyny w sezonie 2002/2003 z Carolina Hurricanes, który zakończył się zwycięstwem „Rangersów” 4:1. Jednak nie zdołał przebić się do podstawowego składu drużyny i po rozegraniu 9 meczów bez zdobyczy punktowej oraz spędzeniu 51 minut na ławce kar i przeniósł się do filialnej drużyny występującej w AHL, Hartford Wolf Pack.
Dnia 6 stycznia 2003 roku, po rozegraniu 15 meczów, zdobyciu 1 punktu (asysta) oraz spędzeniu 30 minut na ławce kar w Hartford Wolf Pack, Oliwa wrócił do ligi NHL, zostając zawodnikiem Boston Bruins, w którym zadebiutował 10 stycznia 2003 roku z przegranym 2:4 meczu domowym z Buffalo Sabres. W fazie zasadniczej sezonu 2002/2003 Boston Bruins zajął 7. miejsce w Konferencji Wschodniej i awansował do fazy play-off, gdzie odpadli w ćwierćfinale Konferencji Wschodniej po porażce rywalizacji 4:1 z New Jersey Devils, a Oliwa nie rozegrał żadnego meczu. Po zakończeniu sezonu 2002/2003 i rozegraniu 33 meczów bez zdobyczy punktowej i spędzeniu 110 minut na ławce kar, Oliwa odszedł z klubu.

### Calgary Flames
Dnia 30 lipca 2003 roku, Krzysztof Oliwa został zawodnikiem Calgary Flames, w którym zadebiutował dnia 9 października 2003 roku, kiedy Calgary Flames przegrał 1:4 u siebie w swoim pierwszym meczu sezonu 2003/2004 z Vancouver Canucks, a pierwszą bramkę dla zespołu zdobył dnia 25 października 2003 roku podczas wygranego 4:2 domowego meczu z Edmonton Oilers, kiedy w 44. minucie meczu z asysty Chrisa Clarka trafił do bramki Tommy’ego Salo.
Z zespołem zajął 6. miejsce w Konferencji Zachodniej i awansował do fazy play-off, gdzie najpierw dnia 9 maja 2004 roku w wygranym u siebie 4:3 meczu półfinału Konferencji Zachodniej z San Jose Sharks Oliwa w 9. minucie z asysty Olega Saprykina i Chucka Kobasewa strzelił swoją ostatnią bramkę w lidze NHL, potem dotarł do finału Pucharu Stanleya, w którym po zaciętej walce przegrał 4:3 z Tampa Bay Lightning.
Łącznie Oliwa dla Calgary Flames rozegrał 65 meczów i zdobył 5 punktów (3 bramki, 2 asysty) oraz spędził 247 minut na ławce kar (3. miejsce w klasyfikacji najczęściej karanych zawodników) w fazie zasadniczej, a także rozegrał 20 meczów, zdobył 2 punkty (2 bramki) oraz spędził 6 minut na ławce kar w fazie play-off ligi NHL.

### Podhale Nowy Targ
15 lipca 2004 roku Krzysztof Oliwa podpisał kontrakt ze swoim dawnym klubem – New Jersey Devils, jednak w wyniku lokautu w NHL rozgrywki w sezonie 2004/2005 nie odbyły się, w związku z czym zawodnicy klubów ligi NHL dostali wolną rękę w poszukiwaniu nowego klubu. Oliwa zdecydował się wrócić do Polski i w grudniu 2004 roku został zawodnikiem Podhala Nowy Targ.
Jedyny mecz w sezonie 2004/2005 Oliwa rozegrał 16 lutego 2005 roku, kiedy to Podhale Nowy Targ podejmował w Krakowie w fazie play-off w ćwierćfinale Cracovię. Mecz zakończył się porażką Podhala Nowy Targ 0:2, a Oliwa spędził 12 minut na ławce kar oraz w 33. minucie z powodu kontuzji pachwiny musiał opuścić taflę.

### Powrót do NHL i koniec kariery
Po zakończeniu lokautu w NHL wznowiono rozgrywki w sezonie 2005/2006, w związku z czym Krzysztof Oliwa wrócił do ligi NHL, do New Jersey Devils, w którym rozegrał zaledwie 3 mecze w sezonie, a dnia 20 października 2005 roku rozegrał swój ostatni mecz w lidze NHL, kiedy to New Jersey Devils wygrał u siebie 6:3 z Pittsburgh Penguins.
Na początku listopada 2005 roku działacze New Jersey Devils rozwiązali kontrakt z Oliwą, a sam zawodnik mimo licznych ofert m.in. od Phoenix Coyotes z powodów osobistych po sezonie 2005/2006 zakończył karierę.
Łącznie w latach 1997–2005 fazie zasadniczej ligi NHL Oliwa rozegrał 410 meczów, zdobył 45 punktów (17 bramek, 28 asyst) oraz spędził 1447 minut na ławce kar, natomiast w fazie play-off rozegrał 32 mecze, zdobył 2 punkty (2 bramki) oraz spędził 47 minut na ławce kar.

### Kariera reprezentacyjna
Krzysztof Oliwa występował w reprezentacji Polski U-18 podczas mistrzostw Europy juniorów 1991 w Czechosłowacji, na których reprezentacja Polski U-18 zajęła 7. miejsce, a Oliwa zdobył 2 punkty, zaliczając 2 asysty oraz w reprezentacji Polski U-20 podczas mistrzostw świata juniorów 1992 Grupy B w Polsce, na których reprezentacja Polski U-20 zajęła 2. miejsce i nie awansowała do Grupy A, a Oliwa zdobył 2 punkty (1 bramka, 1 asysta).
Oliwa występował w seniorskiej reprezentacji Polski podczas mistrzostw świata 2002 Elity w Szwecji, na których Oliwa podczas wygranego 5:1 meczu z reprezentacją Włoch rozegranego dnia 2 maja 2002 roku w hali Kinnarps Arena w Jönköping w ramach turnieju o utrzymanie strzelił 5. minucie na 1:0 przy asyście Jacka Płachty oraz w 46. minucie zaliczył asystę przy golu Leszka Laszkiewicza na 5:1, a także w tym samym lodowisku dnia 5 maja 2002 roku podczas wygranego 5:2 meczu z reprezentacją Japonii zaliczył w 47. minucie asystę przy golu Mariusza Czerkawskiego na 5:1, jednak reprezentacja Polski zakończyła turniej na 14. miejscu i spadła do Dywizji I.
Oliwa brał także udział w turniejach kwalifikacyjnych do igrzysk olimpijskich 2006: w Nowym Targu rozegranego w dniach 11 kwietnia – 14 kwietnia 2004 roku oraz wygranego przez reprezentację Polski, na którym Oliwa 13 listopada 2004 roku w meczu z reprezentacją Chorwacji w 45. minucie ustalił wynik na 7:0 na korzyść reprezentacji Polski, a 14 listopada 2004 roku w wygranym 5:0 meczu z reprezentacją Holandii w 16. minucie wraz z Mariuszem Czerkawskim asystował przy golu Michała Garbocza oraz w finałowym turnieju w Rydze rozegranego w dniach 10 lutego – 13 lutego 2005 roku, na którym reprezentacja Polski zajęła 4. miejsce i nie awansowała do turnieju olimpijskiego 2006 w Turynie.
Łącznie Oliwa w latach 1991–1992 w reprezentacji Polski U-18 i reprezentacji Polski U-20 rozegrał 11 meczów i zdobył 4 punkty (1 gol, 3 asysty) oraz spędził 20 minut na ławce kar, a w seniorskiej reprezentacji Polski w latach 2002–2005 rozegrał 12 meczów i zdobył 5 punktów (2 gole, 3 asysty) oraz spędził 56 minut na ławce kar.

## Statystyki

### Klubowe
| 1990–1991               | GKS Katowice U-20       | CLJ                     | 5   | 4  | 4  | 8  | 10   | –   | – | – | – | –  | – | – | – | –  |
| 1991–1992               | GKS Tychy               | PLH                     | 10  | 3  | 7  | 10 | 6    | –   | – | – | – | –  | – | – | – | –  |
| 1992–1993               | Welland Cougars         | GHL                     | 30  | 13 | 21 | 34 | 127  | –   | – | – | – | –  | – | – | – | –  |
| 1993–1994               | Albany River Rats       | AHL                     | 33  | 2  | 4  | 6  | 151  | –6  | – | – | – | –  | – | – | – | –  |
| 1993–1994               | Raleigh IceCaps         | ECHL                    | 15  | 0  | 2  | 2  | 65   | –   | – | – | – | 9  | 0 | 0 | 0 | 35 |
| 1994–1995               | Saint John Flames       | AHL                     | 14  | 1  | 4  | 5  | 79   | –2  | – | – | – | –  | – | – | – | –  |
| 1994–1995               | Detroit Vipers          | IHL                     | 4   | 0  | 1  | 1  | 24   | –   | – | – | – | –  | – | – | – | –  |
| 1994–1995               | Albany River Rats       | AHL                     | 20  | 1  | 1  | 2  | 77   | –4  | – | – | – | –  | – | – | – | –  |
| 1994–1995               | Raleigh IceCaps         | ECHL                    | 5   | 0  | 2  | 2  | 32   | –   | – | – | – | –  | – | – | – | –  |
| 1995–1996               | Albany River Rats       | AHL                     | 51  | 5  | 11 | 16 | 217  | +6  | – | – | – | –  | – | – | – | –  |
| 1995–1996               | Raleigh IceCaps         | ECHL                    | 9   | 1  | 0  | 1  | 53   | –   | – | – | – | –  | – | – | – | –  |
| 1996–1997               | New Jersey Devils       | NHL                     | 1   | 0  | 0  | 0  | 5    | –1  | 0 | 0 | 0 | –  | – | – | – | –  |
| 1996–1997               | Albany River Rats       | AHL                     | 60  | 13 | 14 | 27 | 322  | +13 | – | – | – | 15 | 7 | 1 | 8 | 49 |
| 1997–1998               | New Jersey Devils       | NHL                     | 73  | 2  | 3  | 5  | 295  | +3  | 0 | 0 | 2 | 6  | 0 | 0 | 0 | 23 |
| 1998–1999               | New Jersey Devils       | NHL                     | 64  | 5  | 7  | 12 | 240  | +4  | 0 | 0 | 1 | 1  | 0 | 0 | 0 | 2  |
| 1999–2000               | New Jersey Devils       | NHL                     | 69  | 6  | 10 | 16 | 184  | –2  | 1 | 0 | 2 | –  | – | – | – | –  |
| 2000–2001               | Columbus Blue Jackets   | NHL                     | 10  | 0  | 2  | 2  | 34   | +1  | 0 | 0 | 0 | –  | – | – | – | –  |
| 2000–2001               | Pittsburgh Penguins     | NHL                     | 26  | 1  | 2  | 3  | 131  | –4  | 0 | 0 | 0 | 5  | 0 | 0 | 0 | 16 |
| 2001–2002               | Pittsburgh Penguins     | NHL                     | 57  | 0  | 2  | 2  | 150  | –5  | 0 | 0 | 0 | –  | – | – | – | –  |
| 2002–2003               | New York Rangers        | NHL                     | 9   | 0  | 0  | 0  | 51   | +1  | 0 | 0 | 0 | –  | – | – | – | –  |
| 2002–2003               | Hartford Wolf Pack      | AHL                     | 15  | 0  | 1  | 1  | 30   | –7  | – | – | – | –  | – | – | – | –  |
| 2002–2003               | Boston Bruins           | NHL                     | 33  | 0  | 0  | 0  | 110  | –4  | 0 | 0 | 0 | –  | – | – | – | –  |
| 2003–2004               | Calgary Flames          | NHL                     | 65  | 3  | 2  | 5  | 247  | –8  | 0 | 0 | 0 | 20 | 2 | 0 | 2 | 6  |
| 2004–2005               | Podhale Nowy Targ       | PLH                     | 0   | 0  | 0  | 0  | 0    | –   | – | – | – | 1  | 0 | 0 | 0 | 12 |
| 2005–2006               | New Jersey Devils       | NHL                     | 3   | 0  | 0  | 0  | 0    | –2  | 0 | 0 | 0 | –  | – | – | – | –  |
| Razem w CLJ (1 sezon)   | Razem w CLJ (1 sezon)   | Razem w CLJ (1 sezon)   | 5   | 4  | 4  | 8  | 10   | –   | – | – | – | –  | – | – | – | –  |
| Razem w PLH (2 sezony)  | Razem w PLH (2 sezony)  | Razem w PLH (2 sezony)  | 10  | 3  | 7  | 10 | 6    | –   | – | – | – | 1  | 0 | 0 | 0 | 12 |
| Razem w GHL (1 sezon)   | Razem w GHL (1 sezon)   | Razem w GHL (1 sezon)   | 30  | 13 | 21 | 34 | 127  | –   | – | – | – | –  | – | – | – | –  |
| Razem w AHL (5 sezonów) | Razem w AHL (5 sezonów) | Razem w AHL (5 sezonów) | 193 | 22 | 35 | 57 | 876  | 0   | – | – | – | 15 | 7 | 1 | 8 | 49 |
| Razem w ECLH (3 sezony) | Razem w ECLH (3 sezony) | Razem w ECLH (3 sezony) | 29  | 1  | 4  | 5  | 150  | –7  | – | – | – | 9  | 0 | 0 | 0 | 35 |
| Razem w IHL (1 sezon)   | Razem w IHL (1 sezon)   | Razem w IHL (1 sezon)   | 4   | 0  | 1  | 1  | 24   | –   | – | – | – | –  | – | – | – | –  |
| Razem w NHL (9 sezonów) | Razem w NHL (9 sezonów) | Razem w NHL (9 sezonów) | 410 | 17 | 28 | 45 | 1447 | –17 | 1 | 0 | 5 | 32 | 2 | 0 | 2 | 47 |

### Reprezentacyjne
| Rok                | Drużyna            | Turniej            | Miejsce            |    | M | G | A | Pkt | Kary |
| ------------------ | ------------------ | ------------------ | ------------------ | -- | - | - | - | --- | ---- |
| 1991               | Polska U-18        | MEJ                | 7                  | 5  | 0 | 2 | 2 | 6   |      |
| 1992               | Polska U-20        | MŚJ-B              | 2                  | 6  | 1 | 1 | 2 | 14  |      |
| 2002               | Polska             | MŚ                 | 14                 | 6  | 1 | 2 | 3 | 22  |      |
| 2004               | Polska             | Kw. IO             | 1                  | 3  | 1 | 1 | 2 | 4   |      |
| 2005               | Polska             | Kw. IO             | 4                  | 3  | 0 | 0 | 0 | 30  |      |
| Ogółem jako junior | Ogółem jako junior | Ogółem jako junior | Ogółem jako junior | 11 | 1 | 3 | 4 | 20  |      |
| Ogółem jako senior | Ogółem jako senior | Ogółem jako senior | Ogółem jako senior | 12 | 2 | 3 | 5 | 56  |      |
| Razem              | Razem              | Razem              | Razem              | 23 | 3 | 6 | 9 | 76  |      |

## Sukcesy
Klubowe
- Macgregor Kilpatrick Trophy: 1995, 1996 z Albany River Rats
- Puchar Caldera: 1995 z Albany River Rats
- Puchar Stanleya: 2000 z New Jersey Devils
- Clarence S. Campbell Bowl: 2004 z Calgary Flames
- Puchar Polski: 2005 z Podhalem Nowy Targ

## Po zakończeniu kariery
Krzysztof Oliwa po zakończeniu kariery w latach 2006–2009 był menedżerem reprezentacji Polski. 18 kwietnia 2009 roku, tuż po zakończeniu turnieju Mistrzostw Świata 2009 I Dywizji w hotelu Mercure Helios wdał się w bójkę z Marcinem Koluszem i Krystianem Dziubińskim, w wyniku czego 28 kwietnia 2009 roku Wydział Gier i Dyscypliny PZHL podjął decyzję o rocznej dyskwalifikacji oraz karze pieniężnej dla Marcina Kolusza i Krystiana Dziubińskiego. Wobec Krzysztofa Oliwy, który użył siły i przemocy wobec wyżej wymienionych zawodników (Marcin Kolusz miał złamany nos, Krystian Dziubiński sińce pod oczami i złamany kciuk, uderzeni mieli zostać także Patryk Noworyta i Jacek Płachta) nie zostały wyciągnięte konsekwencje, gdyż jak stwierdził Wydział Gier i Dyscypliny Polskiego Związku Hokeja na Lodzie „nie podlega on jurysdykcji Wydziału”.
Następnie w 2009 roku Oliwa przez kilka tygodni pełnił funkcję dyrektora sportowego ŁKS-u Łódź.
Oliwa zajmował się również promocją hokeja wśród dzieci (Jest patronem Turnieju Wschodzących Gwiazd dla żaków) oraz tworzył marki odzieżowe „KO-Gear”, „Polish Hammer” i „Lanista”.

## Kariera trenerska
Krzysztof Oliwa od 2014 roku jest trenerem klubu najpierw juniorskiej ligi CIHL, potem juniorskiej ligi USPHL – Kalkaska Rhinos.

## Życie prywatne
Krzysztof Oliwa po urodzeniu nazywał się Krzysztof Grabowski. Jego biologiczny ojciec porzucił rodzinę, gdy hokeista był mały. Gdy miał 13 lat, jego matka ponownie wyszła za mąż i został adoptowany przez swego ojczyma i przybrał po nim nazwisko Oliwa. Oliwa początkowo pracował jako górnik w kopalni.
Był dwukrotnie żonaty. Z pierwszą żoną Dawn Catinellą ma córkę Skylar (ur. 1996), która jest tenisistką w Warren Hills Regional High School w Waszyngtonie. Potem był związany z Amerykanką Karen, Moniką i Ewą Domżałą – redaktorką magazynu „Top Biografie” (do 2008 roku, kiedy ta wyrzuciła Oliwę z domu).
W styczniu 2010 roku wyjechał z Polski do Stanów Zjednoczonych, gdzie obecnie mieszka w Kalkaska w stanie Michigan, gdzie jest trenerem klubu ligi USPHL – Kalkaska Rhinos (prezesem klubu jest druga żona Oliwy – Jolecyne).
Posiada również obywatelstwo amerykańskie.

## Problemy z prawem
We wrześniu 2007 roku ówczesna dziewczyna Krzysztofa Oliwy, 26-letnia wówczas Monika F. złożyła zawiadomienie o popełnienia przestępstwa pobicia przez Oliwę. Przeprowadzona u kobiety obdukcja lekarska wykazała złamany nos, ślady duszenia i znamiona ogólnego pobicia ciała.
17 lutego 2012 roku Prokuratura Okręgowa w Łodzi wystawiła za Krzysztofem Oliwą list gończy, gdyż jest poszukiwany przez Wydział Kryminalny Komendy Miejskiej Policji w Tychach w związku z podejrzeniem o współudział w usiłowaniu wyłudzenia w Łodzi w 2009 roku 34 tysięcy złotych kredytu na podstawie fikcyjnych dokumentów o zatrudnieniu.